# Super Seria 2003: Oahu
Super Seria 2003: Oahu, 24-Hour Fitness Grand Prix Final Hawaii –
indywidualne, trzecie i ostatnie w sezonie 2002 / 2003 zawody siłaczy z cyklu Super
Serii.
Data: 18 stycznia 2003

Miejsce: Oʻahu (stan Hawaje)  Stany Zjednoczone
WYNIKI ZAWODÓW:
| Miejsce | Zawodnik             | Kraj              | Punkty |
| ------- | -------------------- | ----------------- | ------ |
| 1.      | Hugo Girard          | Kanada            | 74,5   |
| 2.      | Žydrūnas Savickas    | Litwa             | 69     |
| 3.      | Mariusz Pudzianowski | Polska            | 65     |
| 4.      | Raimonds Bergmanis   | Łotwa             | 61     |
| 5.      | Svend Karlsen        | Norwegia          | 57     |
| 6.      | Wasyl Wirastiuk      | Ukraina           | 55     |
| 7.      | Jarosław Dymek       | Polska            | 51     |
| 8.      | Odd Haugen           | Norwegia          | 47,5   |
| 9.      | Karl Gillingham      | Stany Zjednoczone | 37     |
| 10.     | Anders Johansson     | Szwecja           | 32     |
| 11.     | Mykoła Melnikow      | Ukraina           | 25     |
| 12.     | Anthony Leiato       | Stany Zjednoczone | 19     |
| 13.     | Benny Wennberg       | Szwecja           | 15     |
| 14.     | Martin Muhr          | Niemcy            | 1      |